# Дабу (Гуандун)
Дабу́ (кит. упр. 大埔, пиньинь Dàbù) — уезд городского округа Мэйчжоу провинции Гуандун (КНР).

## История
Во времена империи Цзинь в 413 году в этих местах был создан уезд Ичжао (义招县). Во времена империи Суй он был в 607 году переименован в Ваньчуань (万川县). После смены империи Суй на империю Тан уезд Ваньчуань был в 621 году присоединён к уезду Мэйян.
Во времена империи Мин в 1477 году был создан уезд Жаопин. В 1526 году из него был выделен уезд Дабу.
После вхождения этих мест в состав КНР был образован Специальный район Синмэй (兴梅专区) и уезд вошёл в его состав. В 1952 году Специальный район Синмэй был расформирован, и уезд перешёл в состав Административного района Юэдун (粤东行政区). В конце 1955 года было принято решение о расформировании Административных районов, и с 1956 года уезд перешёл в состав нового Специального района Шаньтоу (汕头专区). 
В июне 1965 года бывший Специальный район Синмэй был воссоздан под названием Специальный район Мэйсянь (梅县专区). В 1970 году Специальный район Мэйсянь был переименован в Округ Мэйсянь (梅县地区).
Постановлением Госсовета КНР от 7 января 1988 года округ Мэйсянь был преобразован в городской округ Мэйчжоу.

## Административное деление
Уезд делится на 14 посёлков.

## Экономика
Дабу славится на весь Китай своими медовыми помело.